# Bahamas nos Jogos Olímpicos de Verão de 1984
As Bahamas competiram nos Jogos Olímpicos de Verão de 1984 em Los Angeles, Estados Unidos. O país retornou às Olimpíadas após participar do boicote aos Jogos Olímpicos de Verão de 1980.

## Resultados por Eventos

### Atletismo
400 metros masculino
- Allan Ingraham
  - Eliminatórias — 46.72
  - Quartas-de-final — 46.14 (→ não avançou)

Salto em altura masculino
- Stephen Wray
  - Classificatória — 2,15 m (→ não avançou)

Salto em distância masculino
- Joey Wells
  - Classificatória — 7,92 m
  - Final — 7,97 m (→ 6º lugar)

- Lyndon Sands
  - Classificatória — 7,32 m (→ não avançou, 19º lugar)

- Steve Hanna
  - Classificatória — 7,10 m (→ não avançou, 21º lugar)

Salto em distância feminino
- Shonel Ferguson
  - Classificatória — 6,19 m
  - Final — 6,44 m (→ 8º lugar)

### Natação
100 metros livre masculino
- Sean Nottage
  - Eliminatórias — 53.66 (→ não avançou, 37º lugar)

200 metros livre masculino
- Sean Nottage
  - Eliminatórias — 1:57.54 (→ não avançou, 40º lugar)

100 metros costas masculino
- David Morley
  - Eliminatórias — 1:01.29 (→ não avançou, 31º lugar)

200 metros costas masculino
- David Morley
  - Eliminatórias — 2:18.17 (→ não avançou, 31º lugar)

100 metros borboleta masculino
- Sean Nottage
  - Eliminatórias — 58.73 (→ não avançou, 38º lugar)

'200 metros medley masculino
- David Morley
  - Eliminatórias — 2:16.85 (→ não avançou, 31º lugar)